# راح اللي راح (مسلسل)
راح اللي راح، مسلسل كويتي، من تأليف أمل سالم العتيبي، وإخراج فراج الفراج، وإنتاج سكوب سنتر. شارك في المسلسل عددًا من الفنانين منهم: أحمد مساعد، عبير أحمد، أنور أحمد، عبير الجندي، ليلى سلمان، شفيقة يوسف، أحمد السلمان، مشاعل شداد.

## الممثلون
هذه قائمة للممثلين الذين شاركوا في المُسلسل:
- أحمد مساعد
- عبير أحمد
- أحمد السلمان
- أنور أحمد
- عبير الجندي
- ليلى السلمان
- شفيقة يوسف
- غالية الكاشف
- مشاعل شداد
- نواف الراهي
- فؤاد علي
- فارس عاشور
- محمد الشطي
- نوره حسين
- حسين البدر
- محمد الوادي
- أسامة المزيعل
- عبد الله الدبيس
- فواز الجابر
- صادق الدبيس